# 江東楽天地

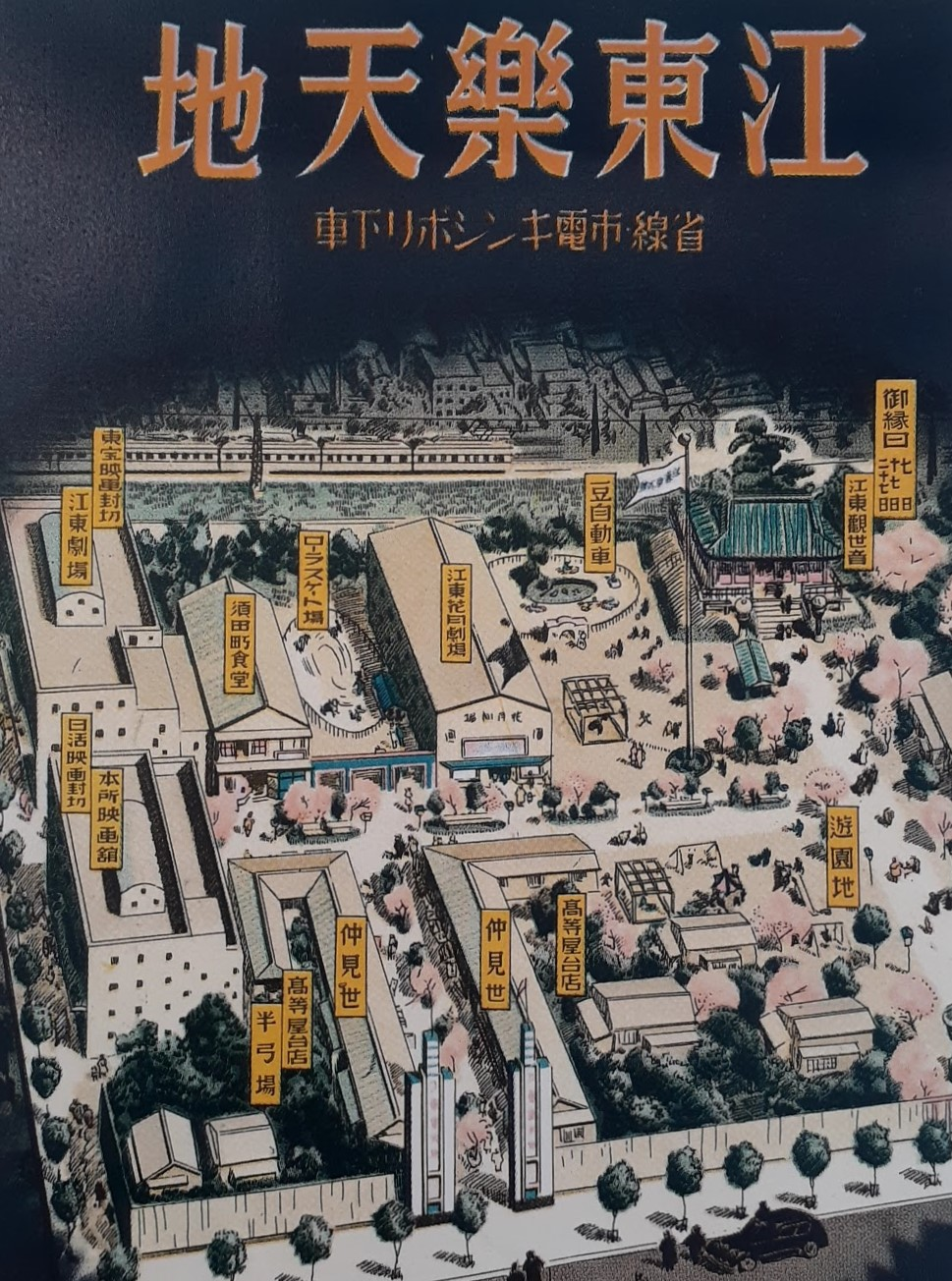
1937年の開業時の江東楽天地

江東楽天地（こうとうらくてんち）は、かつて東京都墨田区江東橋にあった娯楽街。1937年（昭和12年）に建設され、阪急阪神東宝グループの株式会社東京楽天地によって運営された。1986年（昭和61年）には江東楽天地の娯楽施設をまとめる形で、娯楽街の跡地に楽天地ビルが建設された。

## 歴史

### 江東楽天地の開業

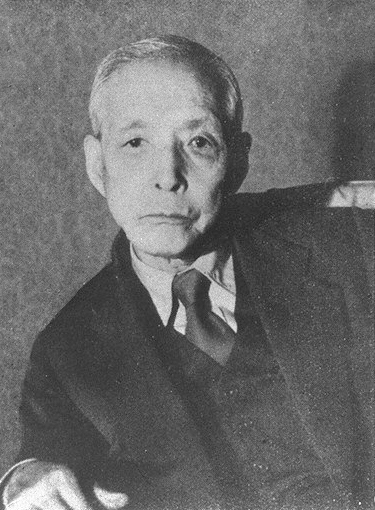
創立者である小林一三

1937年（昭和12年）2月27日、東宝創始者の小林一三によって株式会社江東楽天地が創設された。かつて東京市本所区錦糸堀（現在の錦糸町）には平岡工場を前身とする汽車製造合資会社東京支店（現在の川崎重工業株式会社）があり、1931年（昭和6年）の小名木川駅近辺への移転後はその跡地が8000坪の空き地となっていたが、株式会社江東楽天地はその場所に総合レジャー施設として江東楽天地を建設した。1937年（昭和12年）4月に着工し、12月3日には中核施設である江東劇場と本所映画館が開館した。いずれも定員1500人の大劇場である。
1938年（昭和13年）4月3日には、遊園地、吉本興業に賃貸した江東花月劇場、須田町食堂に賃貸した大食堂、仲見世、高等屋台店、スポーツランド、喫茶店なども開業した。1939年（昭和14年）2月17日には今村信吉が代表取締役社長に就任。同年6月にはローラースケート場などが開業、1940年（昭和15年）4月には敷地内に江東観世音が建立され、当初の構想がすべて実現した。1938年（昭和13年）5月に施行された国家総動員法などの影響で統制が強まり、製作本数、入場税、興行時間などで制約が課されたが、戦時下で江東楽天地の娯楽は多くの観客に求められた。1945年（昭和20年）3月10日の東京大空襲では江東地区だけで焼失戸数23万戸・死傷者数12万人という被害を出し、江東楽天地も江東劇場が盾となった本所映画館以外が全滅した。
1937年の開業時の江東楽天地

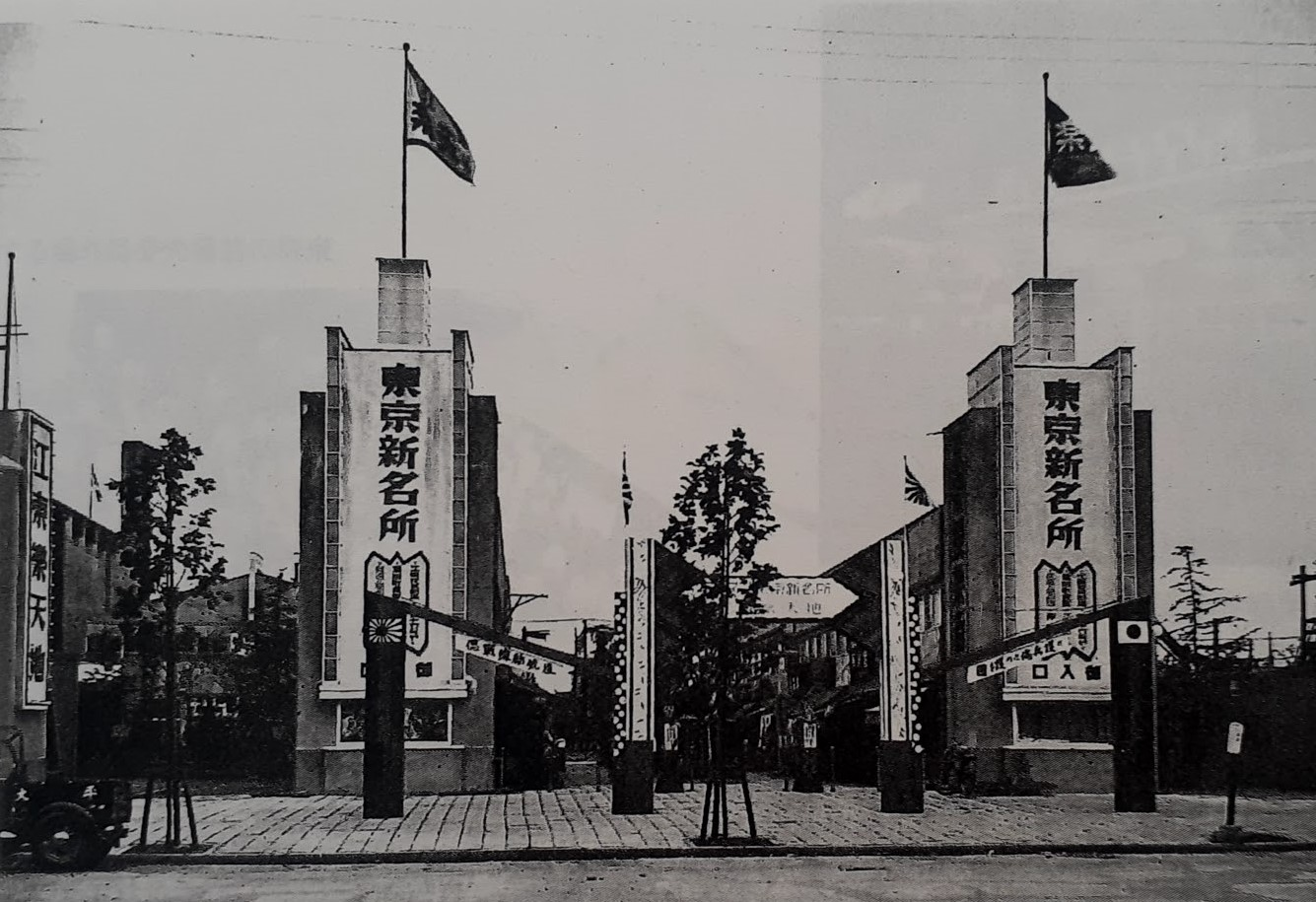
開業時の南側入口
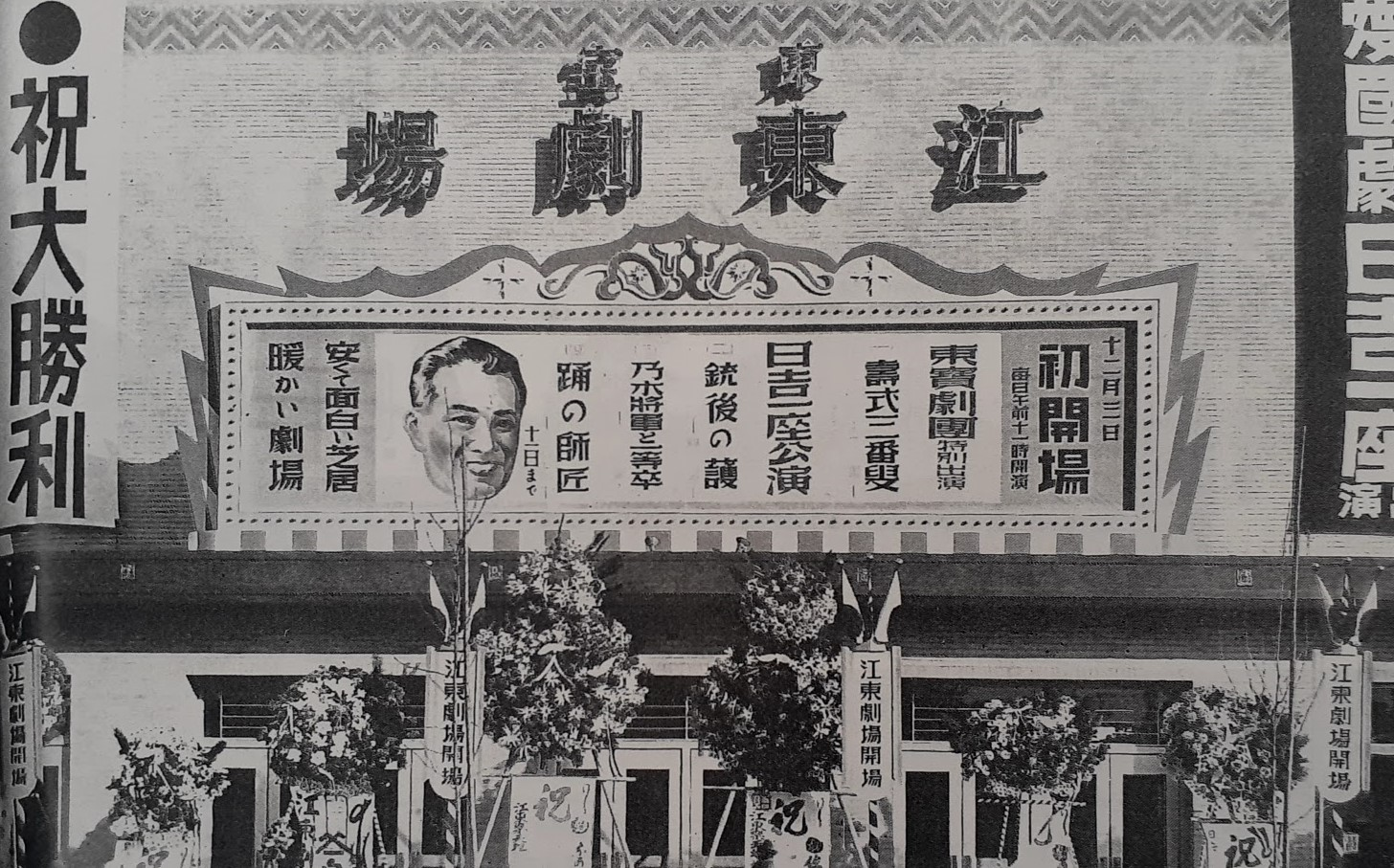
開業時の江東劇場
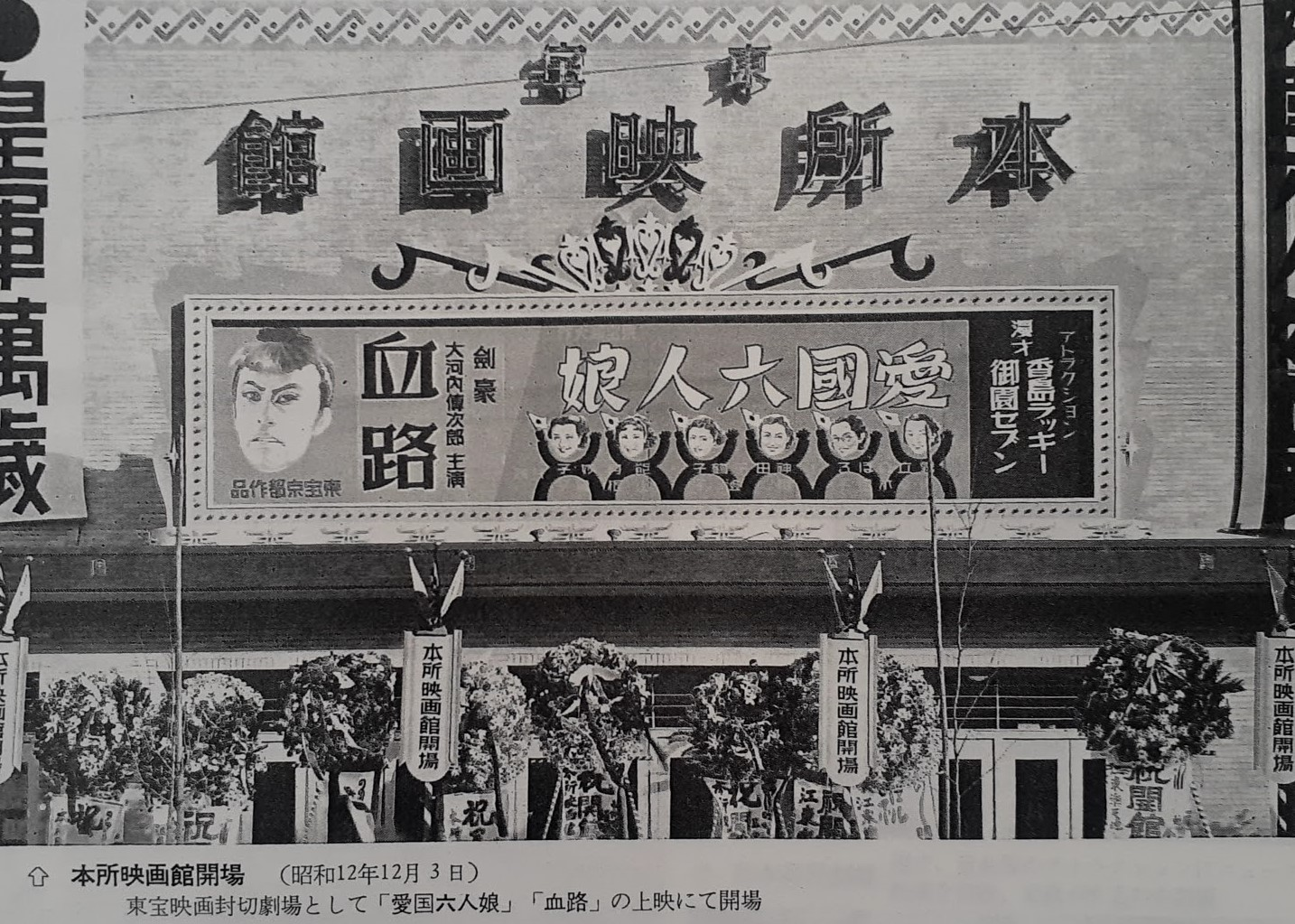
開業時の本所映画館

### 戦後の拡大

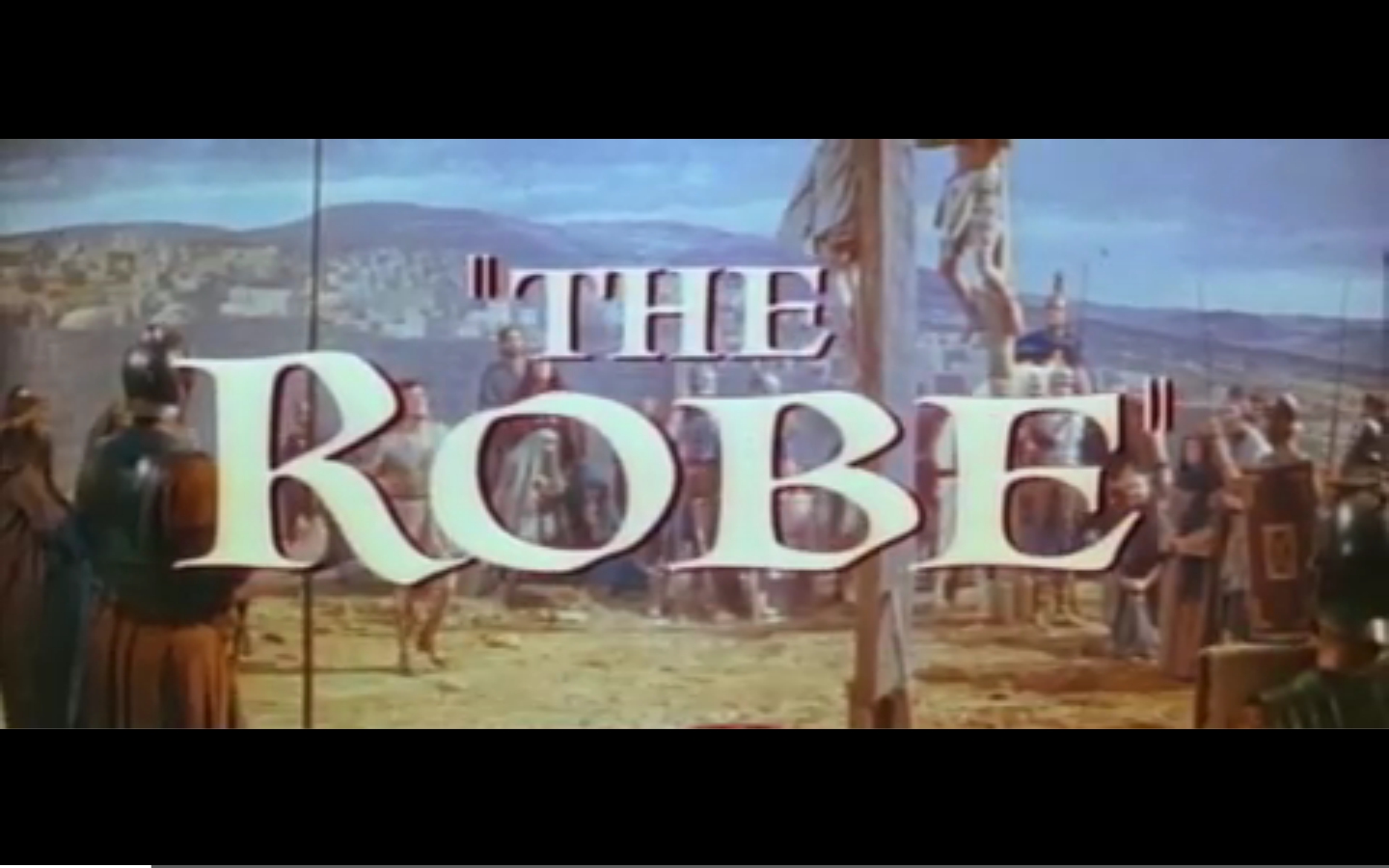
初のシネマスコープ作品『聖衣』

東京大空襲後の1945年（昭和20年）6月には本所映画館が営業を再開し、戦後の1946年（昭和21年）1月1日には江東劇場も松竹・大映封切館として開館した。周辺の盛り場である両国や浅草は戦後復興が立ち遅れたため、本所映画館と江東劇場の建物が残った江東楽天地には戦後すぐの時期から人が集中した。なお、戦後すぐから1948年（昭和23年）にかけて、江東楽天地前の広場には闇市があったという。1948年（昭和23年）4月29日には初めて宝塚歌劇団の公演が行われ、1951年（昭和26年）6月までに計8回行われた。娯楽が乏しかった時代だけに宝塚歌劇団の公演は連日満員となり、静岡県浜松市や宮城県仙台市などからも観客が訪れたという。当時はロードショー公開する劇場が厳密に定められていたが、1949年（昭和24年）12月には例外的に本所映画館で『若草物語』がロードショー公開されたこともあった。
1950年（昭和25年）1月には都内5番目となる国営競馬（現在の日本中央競馬会）場外馬券売場（現・ウインズ錦糸町）を開設し、同年12月には戦前の江東花月劇場跡地に錦糸町映画劇場（キンゲキ）が開館した。1951年（昭和26年）には吉本興業によって大映封切館の江東吉本映画劇場（後の江東東映）が、1952年（昭和27年）に松竹洋画系の江東花月映画劇場が開館し、江東楽天地の映画館は株式会社江東楽天地が経営する映画館と合わせて9館となった。
入場料が高額の本所映画館は主にインテリ層を、江東劇場は10代から20代の流行に敏感な若者を、その他の映画館は労働者やサラリーマンを主な客層としていたとされる。「（江東楽天地は）大衆の盛り場であり、地方の浅草」と評されることもあった。東京の中でも銀座や新宿の映画館はゴールデンウィークに閑散とするが、同時期の江東楽天地は盆と正月を合わせたような混雑になったという。
1951年（昭和26年）11月には松竹の牙城だった台東区浅草に進出し、株式会社江東楽天地の兄弟会社として株式会社浅草楽天地が設立されたが、同年12月1日には株式会社江東楽天地と株式会社浅草楽天地が合併している。1953年（昭和28年）2月には日本放送協会(NHK)がテレビの本放送を開始し、映画業界は危機感を募らせた。同年には江東劇場に日本初のワイドスクリーンが設置され、1954年（昭和29年）5月には本所映画館に都内で2番目のシネマスコープ設備が設置された。初めて上映されたシネマスコープ作品の『聖衣』は4週間で約12万人を動員する大ヒットとなった。
1953年（昭和28年）1月1日には錦糸町映画劇場の東側に3階建ての楽天地会館を建設し、パチンコデパート（後に江東文化劇場に改装）、子ども遊園地などが開業した。同年11月1日にはパチンコデパートを改装して江東文化劇場が開館し、12月29日には江東地下劇場が開館した。同年には江東楽天地の映画館として、本所映画館（洋画封切）、江東劇場（東宝封切）、錦糸町映画劇場（松竹封切）、江東リッツ劇場（東宝洋画封切）、江東名画座（洋画特選）、江東地下劇場（邦画選択）、江東文化劇場（洋画選択）、めばえ座（子ども向け）、江東東映劇場（吉本興業経営、大映・東映・新東宝封切）、江東花月劇場（吉本興業経営、松竹洋画封切）が出そろった。

### 事業の多角化
1956年（昭和31年）9月8日には6階建ての楽天地天然温泉会館が開業し、1960年（昭和35年）8月には温泉会館1階と2階に、店内に噴水を有するキャバレーのグランド・フォンテンが開業した。1961年（昭和36年）10月、事業の発展を見据えて企業名が株式会社江東楽天地から株式会社東京楽天地に変更されている。1963年（昭和38年）7月15日には新たな本所映画館が入る本映ビルが完成し、同年10月31日には新たな江東劇場が入る江劇ビルが完成した。1964年（昭和39年）10月には計40レーンを有する楽天地ボーリングが開業した。1965年（昭和40年）10月には子会社の泉興業が、温泉会館6階にダンスホールのブルースカイを開業させ、下町随一の名門ダンスホールと謳われた。1966年（昭和41年）には天然温泉会館3階にフィンランド式サウナを設置して話題を集めている。
楽天地グループは斜陽の映画事業を補完する娯楽事業としてボウリング事業に注目し、1969年（昭和44年）にはボウリング事業が楽天地スポーツセンターに移管された。1971年（昭和46年）5月26日には創業当初から江東楽天地にあった本所映画館を閉館させ、30レーンの楽天地ヤングボウルを開業させた。1972年（昭和47年）には日本のボウリングブームがピークに達し、以後は徐々にボウリング場を閉鎖している。高度経済成長の終焉やボウリング人気の衰退などもあって、1970年代の楽天地グループは消費者の変化に合わせた業種転換を模索した。

### 楽天地ビル開業後

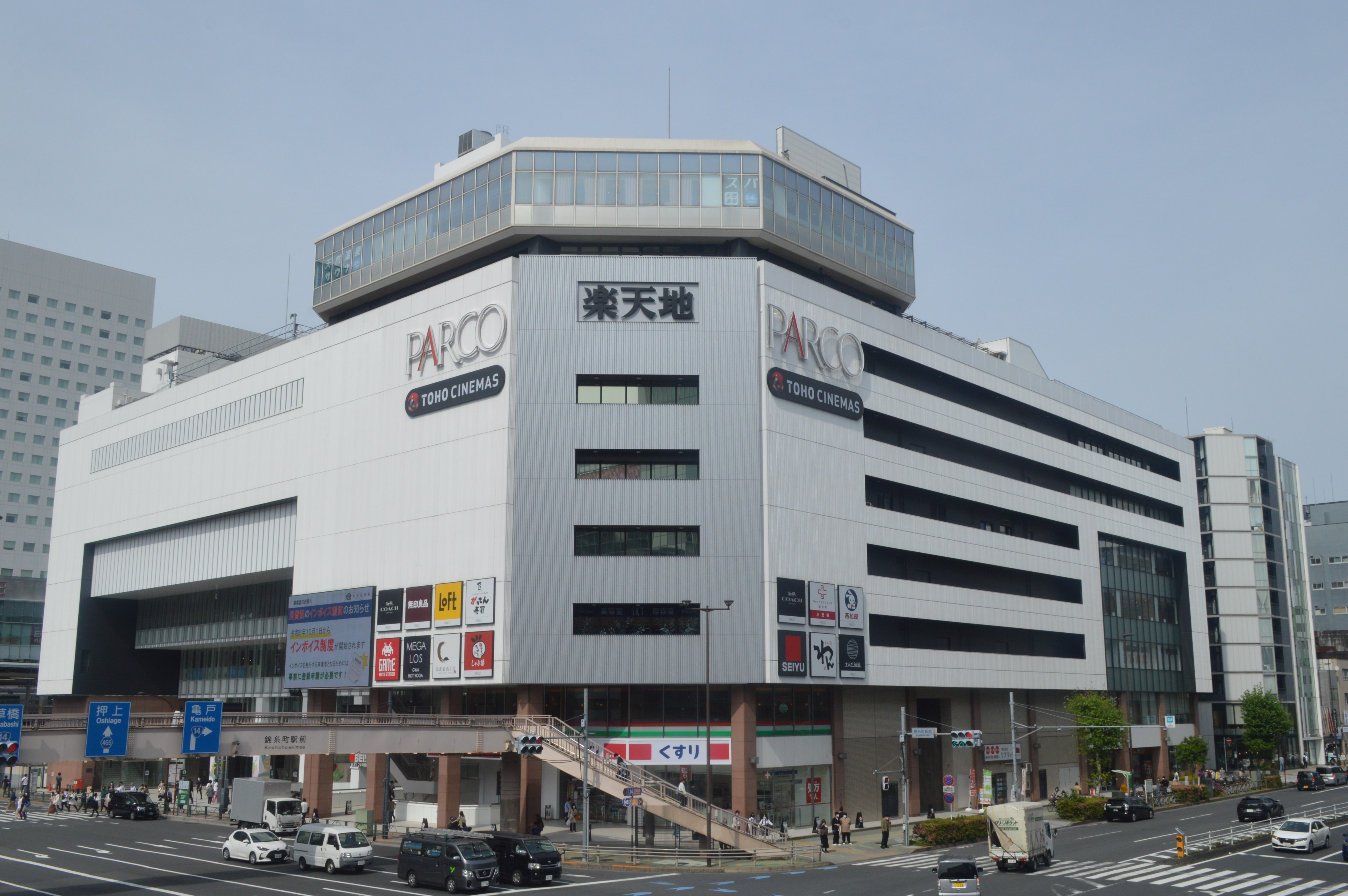
楽天地ビル

1981年（昭和56年）10月には地下3階・地上9階建ての楽天地ビルの建設に着工し、1983年（昭和58年）11月1日には第1期工事を終えてオープンした。1986年（昭和61年）11月5日には楽天地ビルが第2期工事を終え、錦糸町西武を核テナントとして全館オープンした。それまでの錦糸町は男性の街と言われていたが、婦人を主な客層とする錦糸町西武の開店などで若い女性も多い街となった。
楽天地ビルには株式会社東京楽天地の直営劇場として江東劇場、本所映画、リッツ劇場、キンゲキ、錦糸町スカラ座の5映画館があり、その他には吉本興業が経営する江東花月劇場と江東東映劇場、西友が経営するキネカ錦糸町があった。1999年（平成11年）7月10日には楽天地ビル内の映画館がシネマコンプレックスである錦糸町シネマ8楽天地として統合され、1937年（昭和12年）から続く本所映画館や江東劇場などという名称が消えた。

## 映画館

### 本所映画館
本所映画館（ほんじょえいがかん）は、かつて東京都墨田区江東橋4-27-4 江東楽天地にあった映画館。
1937年（昭和12年）2月27日に株式会社江東楽天地が設立されると、4月9日に本所映画館の建築に着工、11月27日に竣工し、12月3日に江東劇場とともに開館した。開館記念興行は『血路』と『愛国六人娘』の上映、香島ラッキー・御園セブンの漫才。1938年（昭和13年）6月24日には洋画選択上映館となり、1940年（昭和15年）4月18日には日活映画第一封切館となった。映画産業の戦時統制によって1942年（昭和17年）に映画配給社が設立されると、本所映画館は白系の第一封切館となった。太平洋戦争中の1945年（昭和20年）3月10日に遭った東京大空襲では、江東劇場が盾となったことで奇跡的に焼失を免れ、3月10日から5月末までは太平警察署の臨時拠点として用いられた。6月7日には江東楽天地の施設として唯一営業を再開している。

### 江東劇場
江東劇場（こうとうげきじょう）は、かつて東京都墨田区江東橋4-27-4 江東楽天地にあった映画館。
1937年（昭和12年）2月27日に株式会社江東楽天地が設立されると、4月9日に江東劇場の建築に着工、11月22日に竣工し、12月3日に本所映画館とともに開館した。開館記念興行は「寿式三番叟」、「銃後の護」、「乃木将軍と一等卒」、「踊の師匠」の公演。映画産業の戦時統制によって1942年（昭和17年）に映画配給社が設立されると、江東劇場は紅系の第一封切館となった。太平洋戦争中の1945年（昭和20年）3月10日に東京大空襲では、焼夷弾が建物内部に入って内部が焼失した。外壁や骨組みにはほとんど被害がなかったため、本所憲兵分隊の仮庁舎として用いられた。
1946年（昭和21年）1月1日には復旧工事が完成して営業を再開し、松竹・大映選択封切館となった。1948年（昭和23年）4月29日には初めて宝塚歌劇団の公演が行われ、1951年（昭和26年）6月までに計8回行われた。1949年（昭和24年）9月4日にはアメリカ映画特選封切館となり、1950年（昭和25年）6月10日には邦画自由選択封切館となった。1953年6月3日には縦4メートル×横10メートルのワイドスクリーンが設置された。

### 錦糸町映画劇場
錦糸町映画劇場（きんしちょうえいがげきじょう）は、かつて東京都墨田区江東橋4-27-4 江東楽天地にあった映画館。略称はキンゲキ（キン・ゲキ）。
1950年（昭和25年）12月23日、邦画特選封切館として錦糸町映画劇場が開館した。1937年（昭和12年）の開業時からある江東劇場と本所映画館に次いで、江東楽天地3番目の映画館である。1952年（昭和27年）4月3日には株式会社江東楽天地の創立15周年記念式典が挙行された。
1983年（昭和58年）10月30日、江東劇場、江東リッツ、キンゲキ、楽天地シネマ2が揃って閉館した。11月1日には楽天地ビルの第1期工事が竣工し、建物内に江東劇場、本所映画、リッツ劇場、キンゲキが開館している。

### 江東名画座
1954年（昭和29年）4月1日には楽天地パチンコセンターを改造し、児童向け映画館のめばえ座が開館した。同年7月14日にはめばえ座が楽天地会館2階に移転し、旧めばえ座は東宝系洋画（TY系）封切館となってリッツ劇場に改称した。同年11月24日からリッツ劇場が工事のために休館し、同年12月25日には新装開館した。
1956年（昭和31年）7月14日には新たなリッツ劇場が完成し、旧リッツ劇場は洋画特選上映館となって江東名画座に改称した。
1979年（昭和54年）12月15日、江東名画座は楽天地シネマ1に改称した。同時に江東地下劇場も楽天地シネマ2に改称している。1981年（昭和56年）4月15日には楽天地シネマ1が閉館した。

### 江東リッツ劇場
1956年（昭和31年）7月14日にはリッツ劇場の新館が開館した。旧リッツ劇場は江東名画座に改称している。洋画家の村井正誠が「RITZ」の4文字をデフォルメしたモザイクタイル壁画を制作し、この壁画のデザインは江東楽天地のチケット袋にも印刷されていた。
1983年（昭和58年）10月30日、江東劇場、江東リッツ、キンゲキ、楽天地シネマ2が揃って閉館した。11月1日には楽天地ビルの第1期工事が竣工し、建物内に江東劇場、本所映画、リッツ劇場、キンゲキが開館している。

### 江東地下劇場
1952年（昭和27年）11月15日には江東劇場の地下室を改造し、ストリップ劇場のパリー座が開館した。1953年（昭和28年）12月29日、パリー座を改造して邦画特選上映館の江東地下劇場が開館した。
1970年（昭和45年）8月8日には江東地下劇場が新装開館した。1979年（昭和54年）12月15日には江東地下劇場が楽天地シネマ2に改称した。同時に江東名画座が楽天地シネマ1に改称している。
1983年（昭和58年）10月30日、江東劇場、江東リッツ、キンゲキ、楽天地シネマ2が揃って閉館した。11月1日には楽天地ビルの第1期工事が竣工し、建物内に江東劇場、本所映画、リッツ劇場、キンゲキが開館している。

### 江東文化劇場・江東スカラ座
1953年（昭和28年）11月1日、楽天地会館のパチンコ遊技場を改装し、洋画特選上映館の江東文化劇場が開館した。1960年（昭和35年）12月13日、めばえ座を改装して江東スカラ座に改称し、洋画特選上映館となった。
1985年（昭和60年）9月2日、文化ビルの江東文化劇場と江東スカラ座が揃って閉館した。

### 江東花月劇場
1938年（昭和13年）4月3日には株式会社江東楽天地から吉本興業に賃借された江東花月劇場が開館している。太平洋戦争中の1945年（昭和20年）3月10日に東京大空襲で焼失した。
1952年（昭和27年）12月、戦前とは別地点に吉本興業による江東花月劇場が開館した。

### 江東東映劇場
1951年（昭和26年）12月26日、吉本興業による江東東映劇場が開館した。1992年（平成4年）に閉館した。

## 楽天地天然温泉会館
1956年（昭和31年）9月8日、楽天地天然温泉会館が開業した。1階と2階は室内プール、3階は大浴場、4階は談話室、5階はトルコ風呂、6階は大食堂と宴会場だった。
1959年（昭和34年）には株式会社江東楽天地社長の那波光正が世界一周旅行を行っているが、この際にイタリア・ローマの噴水に魅せられたことがきっかけで、1960年（昭和35年）9月19日には楽天地天然温泉会館の室内プールを改装してキャバレーのグランド・フォンテンが開店した。下町のキャバレーという物珍しさや明朗会計などが受け、開店後の7～8年間は毎晩のように満席になったという。グランド・フォンテンは小会社の泉興業が経営し、東京都で最大級の規模を誇るキャバレーだった。グランド・フォンテンの久我明は東京キャバレー協会の副理事長や副会長などを歴任している。
1965年（昭和40年）10月21日には6階にダンスホールのブルースカイが開店した。1969年（昭和44年）11月1日には新宿東宝会館に泉興業が経営する新宿グランド・フォンテンが開店したが、2年後の1971年（昭和46年）7月31日にはもう閉館している。1972年（昭和47年）12月6日には大浴場がリニューアルオープンした。キャバレー人気が衰退したことで、1975年（昭和50年）12月31日にはグランド・フォンテンが閉店したほか、1976年（昭和51年）には楽天地天然温泉会館の店舗の多くが入れ替わっている。